# نموذج الانحدار المكاني القائم على استخدام الأراضي
نموذج انحدار استخدام الأراضي (LUR) هو خوارزمية تُستخدم غالبًا لتحليل التلوث، لا سيّما في المناطق ذات الكثافة السكانية العالية. يعتمد النموذج على أنماط تلوث متوقعة لتقدير تركيز الملوثات في منطقة معينة. ويتطلب ذلك ارتباطًا وثيقًا بخصائص البيئة المحلية، خصوصًا تلك التي تؤثر في كثافة انبعاث الملوثات وكفاءة انتشارها. وتُعد نمذجة LUR نهجًا فعّالًا في الدراسات الاستكشافية، كما يمكن أن تُستخدم بديلًا عن نماذج التشتت في حال عدم توفر بيانات كافية أو تعذر استخدام تلك النماذج.
تُستخدم معادلات الانحدار المتعدد لوصف العلاقة بين مواقع العينات والمتغيرات البيئية، مع الاعتماد غالبًا على نظم المعلومات الجغرافية (GIS) في جمع البيانات. وينتج عن ذلك معادلة قادرة على التنبؤ بتركيزات التلوث في المواقع التي لم تُقَم فيها قياسات، استنادًا إلى بيانات المتغيرات التنبؤية في مواقع أخرى محددة. بعد ذلك، تُنتج صورة نقطية (Raster) للمنطقة، وتُدمج مع بيانات السكان على مستوى المنطقة لصياغة توزيع التعرض.

## نماذج تطبيقية

### تقييمات التأثير الصحي
طُوّرت نماذج LUR في الأصل لتقييم التعرض الناتج عن تلوث الهواء الناجم عن حركة المركبات، إلا أنه تم توسيع استخدامها لاحقًا لتشمل الدراسات الوبائية المتعلقة بتلوث الهواء. وتُقدّم وكالة حماية البيئة منحة مستمرة لدعم هذا النوع من التقييمات، حيث يتم جمع تحديثات بيانات التلوث كل ساعة عبر ثلاث مدن أمريكية رئيسية، لدراسة كيفية تغير تركيزات التلوث بمرور الوقت، ومتابعة الآثار الصحية التي يُبلغ عنها سكان تلك المدن.

#### مقاطعة لياونينغ، الصين
استُخدمت دراسة تجمع بين الرصدات السنوية لعمق الضوء البصري للهباء الجوي عبر الأقمار الصناعية، وخمسة مؤشرات خاصة بالوادي (ارتفاع المباني، ونسبة التغطية، ومعامل الشكل، ونسبة مساحة الأرضية، ونسبة ناطحات السحاب إلى المباني) لتعزيز دقة نمذجة مقياس العمق البصري بنجاح. وقد تأثرت المنطقة المختارة لهذه الدراسة بالتوسع الحضري السريع، مما أدى إلى تلوث جوي بيئي خطير، حيث تم قياس بعض الملوثات الرئيسية، وتحديدًا (PM2.5، PM10، SO2، NO2، NOx، CO، وO3).

#### أونتاريو، كندا
تم استخدام نموذج LUR للتنبؤ بتركيزات البنزين والتولوين والإيثيل بنزين وm/p-زيلين والأوكسيلين (BTEX) في أونتاريو. تم مراقبة 39 موقعًا لمدة أسبوعين لدعم نماذج LUR من خلال جمع المتغيرات التنبؤية وتحقيق أفضل تقدير لتركيزات مركبات BTEX.

#### جوتنبرج، السويد
تناولت دراسة استمرت عشرين عامًا التلوث الحضري في غوتنبرغ (منطقة حضرية في السويد) من خلال قياس تركيز ثاني أكسيد النيتروجين. وأظهرت النتائج دقة في تحديد تأثير الارتفاع وكثافة حركة المرور على مستويات التلوث في مناطق محددة. استُخدم النموذج لتقدير التركيزات الخارجية في المناطق الحضرية، لكنه لم يكن دقيقًا في المناطق ذات الكثافة السكانية المنخفضة، مثل الجزر أو المناطق الريفية.

## توسيع نطاق النموذج
يمكن توسيع نطاق نموذج LUR ليشمل المناطق الأقل دراسة والتي تتمتع بخصائص مماثلة.

### المراقبة المتنقلة
تُعد المراقبة المتنقلة بديلاً لأنظمة القياس التقليدية في المواقع الثابتة. توفر المراقبة المتنقلة تغطية مكانية واسعة حتى مع قلة عدد أجهزة المراقبة، كما تتيح إجراء الدراسات والتحقيقات ضمن القيود المالية المتاحة. 

### متغيرات تنبؤية إضافية
يمكن تحسين دقة نماذج LUR وقدرتها التفسيرية بإضافة متغيرات تنبؤية إضافية. من الأمثلة على ذلك متغيرات حركة المرور خلال العطلات والتغيرات المناخية الموسمية.

### النماذج المرجحة جغرافيًا
يتضمن دمج الانحدار المرجح جغرافيًا (GWR) في نماذج LUR تطبيق دالة ترجيح مكانية على الإحداثيات الجغرافية التي تقسم منطقة الدراسة إلى أحياء محلية متعددة. يمكن لهذا الأسلوب أن يقلل من آثار عدم الثبات المكاني، وهو خلل يحدث عندما تكون العلاقات بين المتغيرات غير متسقة عبر مناطق واسعة، مما يؤدي إلى تفسير خاطئ للبيانات على أنها ثابتة.

## البدائل
تشمل البدائل لنموذج LUR طرق الكريجينغ، ونمذجة التشتت الجوي، ونمذجة الحد الأقصى للإنتروبيا البايزية.